# Варинг, Эдуард
Эдуард Варинг (англ. Edward Waring, Уэринг; 1736[…], Шрусбери, Великобритания — 15 августа 1798, Плили, Великобритания) — английский математик.

## Биография
Эдуард Варинг родился в 1736 году в Шрусбери. Его необычайные математические способности были отмечены ещё во время обучения в Колледже святой Магдалины Кембриджского университета.
Занимался в основном вопросами теории чисел и алгебраическими уравнениями. В 1760 году стал профессором в Кембриджском университете. 

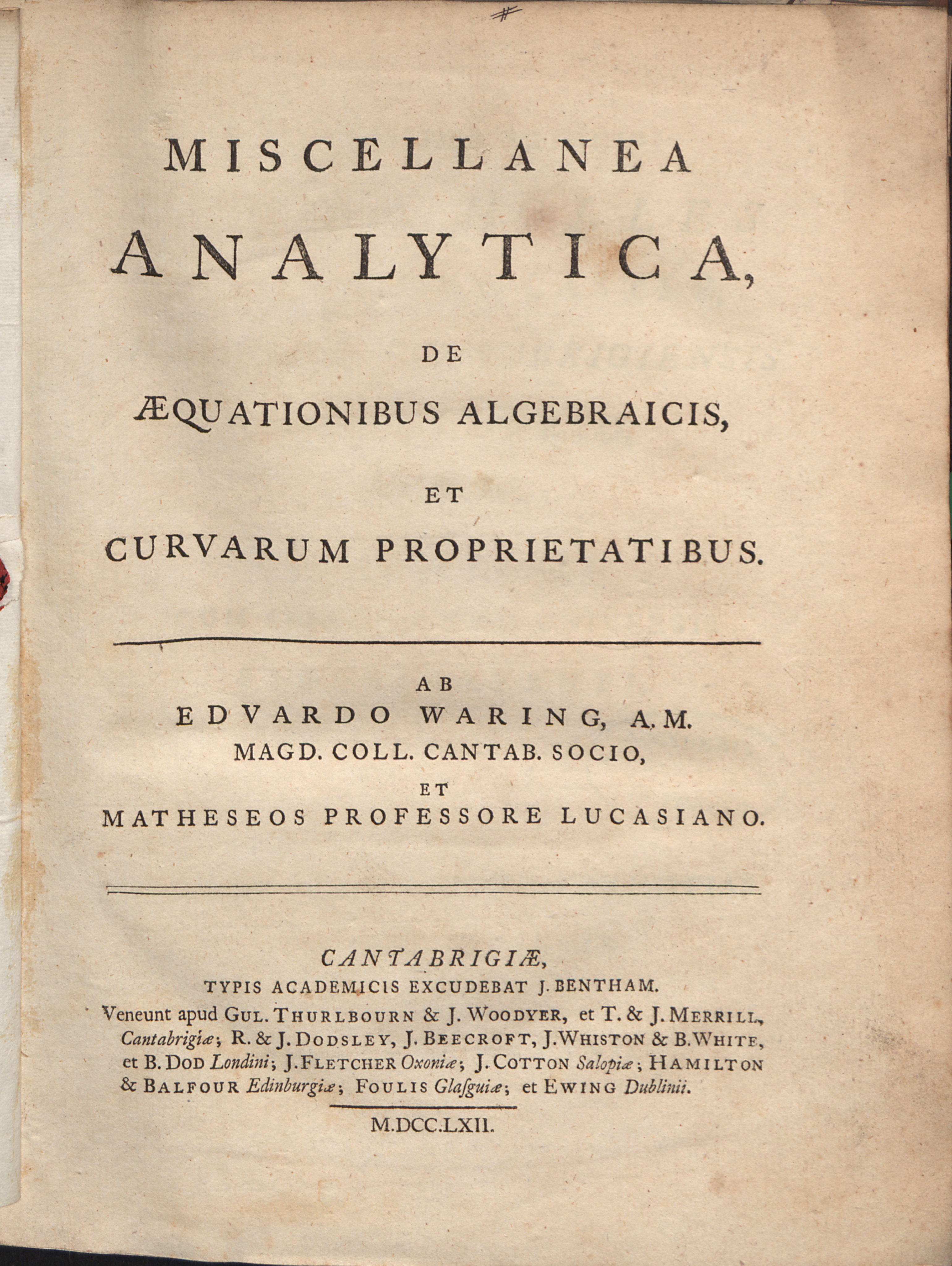
Miscellanea analytica

В 1770 году издал работу «Meditationes algebraicae», в которой сформулировал гипотезу, ставшую известной как проблема Варинга: существует ли для каждого натурального n такое число g(n), что любое натуральное число n является суммой не более чем g(n) слагаемых, являющихся n-ми степенями натуральных чисел. Известно, например, что g(2) = 4, а g(3) = 9. Таким образом, любое натуральное число может быть представлено суммой не более 4 квадратов (теорема Лагранжа о сумме четырёх квадратов) или суммой не более 9 кубов. Не менее важным является вопрос о функции G(n) — числе слагаемых необходимых для представления всех достаточно больших чисел.
Доказательство этой теоремы с использованием сложных аналитических методов впервые осуществил в 1909 году немецкий учёный Давид Гильберт. В 1942 году советским математиком Линником было найдено доказательство на базе элементарных методов.
В 1763 году стал членом Королевского научного общества, а в 1784 году награждён медалью Копли.
Эдуард Варинг умер 15 августа 1798 года в Поунтсбери.